# Гурт О
Гурт [о́] або Гурт О — український музичний колектив, що позиціонує свою музику як futurepop (попмузика майбутнього). Має в своєму репертуарі як повільні ліричні композиції (Вода, 2019) так і вибухові танцювальні треки (Машина, 2018). Пісні виконують українською мовою.

## Історія

### Походження назви
Музиканти шукали таку назву, яка б читалась однаково різними мовами та об'єднувала всіх учасників. Імена або прізвища всіх учасників гурту містять букву О. Квадратні дужки та наголос — це транскрипція, яка показує людям всіх культур, що це буква О.

### Виступи на фестивалях
Колектив виступав на багатьох українських музичних фестивалях Бандерштат (2018, 2019), Atlas Weekend 2017, Atlas Weekend 2018, Atlas Weekend 2019, Українська пісня (фестиваль-концерт) (2019), Jazz Koktebel (2018), ГайдаFest(2019), Музичний фестиваль UNDERHILL 2021 [Архівовано 3 травня 2019 у Wayback Machine.], Koktebel Jazz Festival (2021) та інші.

### Участь у конкурсах
8 лютого 2020 року гурт виступив у першому півфіналі національного відбору на «Євробачення 2020» з піснею «Там, куди я йду». Гурт посів 7 місце за результатами голосування журі та телеглядачів.

## Склад
Теперішні учасники
- Ольга Чернишова (вокал, тексти)
- Єгор Гавриленко (бас, відео, смм)

Колишні учасники
- Семен Богун (ударні)
- Олександр Каспров (музика, альтгорн і т. ін.)

## Дискографія

### Мініальбоми
- Самий сок — дебютна міні-збірка гурту 2017 року
  - Мушечки 9.8
  - Пікачу 3.14
  - Лелека 10.7
  - Добре 12.5
  - Летючий корабель 6.11
  - Забудь усе і пірнай (бонус трек)
- Роби любов (2018)[7]
  - ДТМ 11.6
  - Роби любов 2.15
  - Омана 13.4
  - Я хочу 7.10
- Києве мій (2020)[8]
  - Києве мій
  - Там, куди я йду
  - Золота пора
  - Там, Куди Я Йду (P. PAT Remix)

### Альбоми
- Суперінтроверт (2019)[9]
  - Чим я не така?
  - Соні Уолкмен
  - Нічого окрім краси
  - Суперінтроверт
  - Поясни
  - Вода
  - Плейбой
  - Колискова
  - Чую
  - Пливи пливи

### Сингли
- Хто я? (2017)
- Машина (2018)
- Danger.Love (feat. P.PAT)
- Там, куди я йду (2020)[10]
- Золота пора (2020)
- Києве мій (2020)
- Акація (2021)

## Музичні відео
- Чую (2016)[11]
- Лелека (2017)[12]
- Мушечки (2018)[13][14]
- Машина (2018)[15]
- Колискова (2018)[16]
- Чим я не така? (2019)[17]
- Поясни (2019)[18]
- Києве Мій (2020)
- Акація (2021)[19]